# سابانتا (باریناس)
سابانتا (به اسپانیایی: Sabaneta) یک منطقهٔ مسکونی در ونزوئلا است که در ایالت باریناس واقع شده‌است. سابانتا ۲٬۴۹۰ نفر جمعیت دارد.

## خواهرخوانده
شهر سانتیاگو د کوبا خواهرخواندهٔ سابانتا (باریناس) هست.